# Cmentarz Pietraszuński

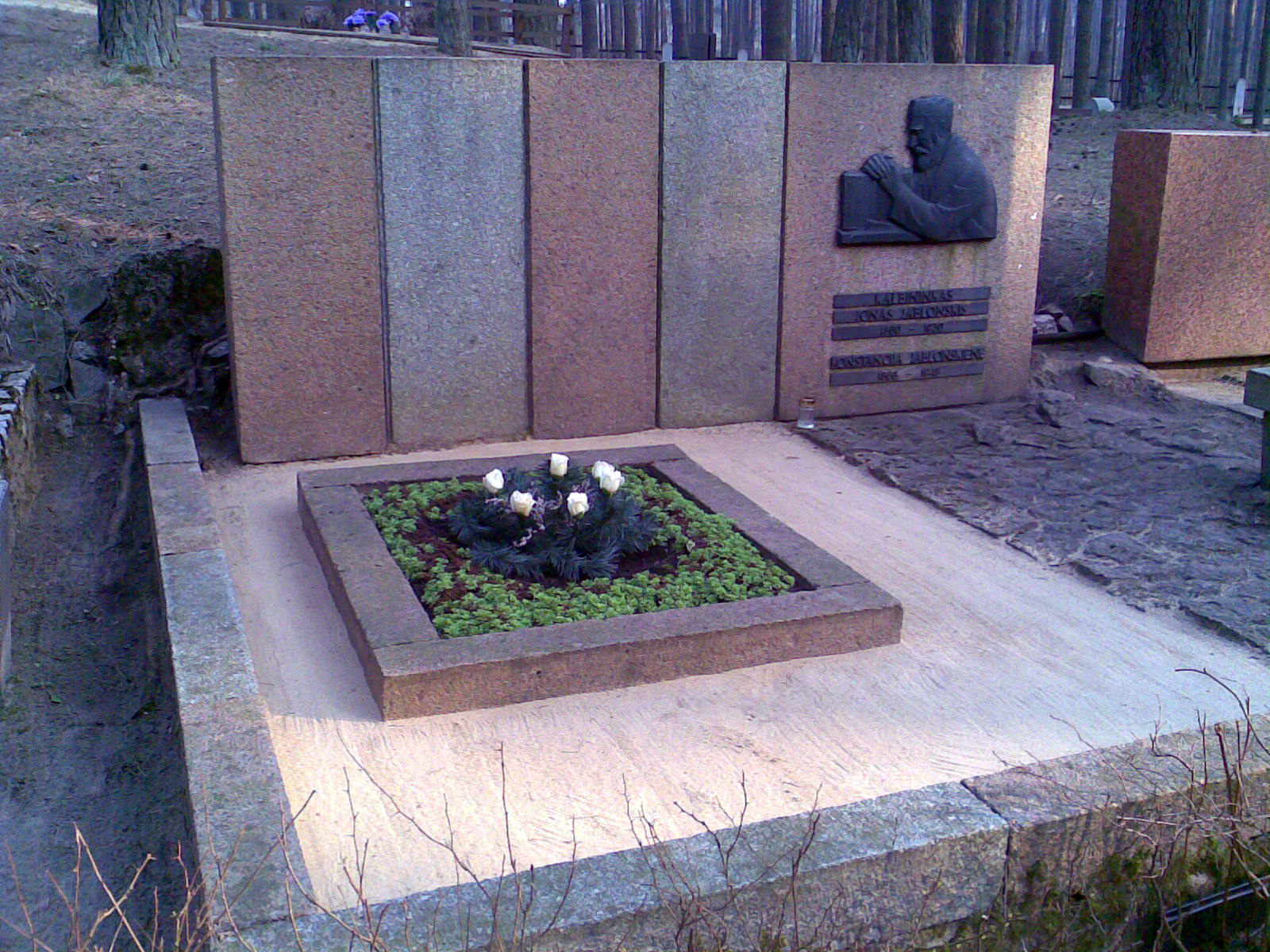
Grób Jonasa Jablonskisa (1860-1930)

Cmentarz Pietraszuński (lit. Petrašiūnų kapinės) – centralny cmentarz w Kownie założony w latach 1939–1940, na którym zostało pochowanych wielu wybitnych Litwinów.
Cmentarz Pietraszuński położony jest w Pietraszunach, we wschodniej części miasta, przy ul. Gimbutienė.

## Znane postaci pochowane na cmentarzu
- Alma Adamkienė – litewska działaczka społeczna, pierwsza dama Republiki Litewskiej w latach 1998–2003 i 2004–2009
- Petras Avižonis – lekarz okulista, działacz społeczny, polityk
- Saliamonas Banaitis – wydawca, bankier, jeden z sygnatariuszy Aktu Niepodległości Litwy z 1918 roku
- Leonas Bistras – dziennikarz i tłumacz, marszałek sejmu i premier
- Bernardas Brazdžionis – krytyk i poeta
- Klaudiusz Duż-Duszewski – białoruski działacz polityczny, publicysta, wydawca, tłumacz, architekt
- Marija Gimbutas – amerykańska archeolog pochodzenia litewskiego
- Algirdas Julien Greimas – litewski i francuski semiotyk, teoretyk literatury i językoznawca
- Jonas Jablonskis – językoznawca, twórca współczesnego języka litewskiego
- Petras Klimas – historyk i dyplomata
- Sofija Kymantaitė-Čiurlionienė – żona Mikalojusa Čiurlionisa
- Vincenta Matulaitytė-Lozoraitienė – działaczka publiczna, dziennikarka, pedagożka, pierwsza na Litwie propagatorka idei szkoły pedagogicznej Marii Montessori
- Antanas Merkys (grób symboliczny) – polityk okresu międzywojennego, mer Kowna, w latach 1939–1940 premier
- Salomėja Nėris – poetka
- Kazys Lozoraitis – dyplomata, ambasador Litwy przy Stolicy Apostolskiej, syn Stasysa
- Stasys Lozoraitis – polityk i dyplomata, minister spraw zagranicznych Litwy
- Stasys Lozoraitis (junior) – dyplomata i polityk, przywódca litewskiego państwa emigracyjnego w latach 1987-1991
- Stasys Raštikis – generał, naczelny wódz Litewskich Sił Zbrojnych
- Petras Rimša – grafik i rzeźbiarz
- Michał Pius Römer – litewski prawnik, dziekan Wydziału Prawa Uniwersytetu Witolda Wielkiego
- Česlovas Sasnauskas – organista i kompozytor
- Mykolas Sleževičius – działacz chłopski, kilkakrotny premier Litwy
- Jonas Staugaitis – lekarz, marszałek Sejmu Litwy (1926–1927) i pełniący obowiązki prezydenta
- Kazys Škirpa – wojskowy i dyplomata, litewski poseł w II RP i III Rzeszy
- Ričardas Tamulis – Litwin, radziecki bokser, medalista olimpijski i mistrz Europy
- Juozas Urbšys – polityk, dyplomata i minister spraw zagranicznych.